# Burg (Bergisch Gladbach)
Die Burg zu Paffrath war eine Wehranlage, Hofschaft, später Wirtshaus und Ortsteil in Paffrath  auf dem Gebiet der heutigen Stadt Bergisch Gladbach  im Rheinisch-Bergischen Kreis.

## Lage und Beschreibung
Nordöstlich in unmittelbarer Umgebung der Wehrkirche zu Paffrath stand ein aus mehreren Gebäuden bestehender, von Mauern umgebender Wehrkomplex mit einem großen und einem kleinen Bergfried. Die Burg war Sitz des ersten königlichen Vogts zu Paffrath und diente zum Schutz der Bevölkerung. Die eigentliche Burg verlor früh ihre Eigenschaft als Rittersitz an das Haus Blegge. Teile der Burgmauer sind wohl 1859 weggesprengt worden. Eines der Gebäude war das 1968 nach einem Brand abgerissene Gasthaus zur Burg. Die Burg war auch zeitweise Sitz des Hofgerichts.
Heute befindet sich auf der Fläche unter anderem die Paffrather Apotheke.

## Geschichte als Wohnplatz
Aus Carl Friedrich von Wiebekings Charte des Herzogthums Berg 1789 geht hervor, dass Burg zu dieser Zeit Teil der Honschaft Paffrath im gleichnamigen Kirchspiel im bergischen Amt Porz war.
Unter der französischen Verwaltung zwischen 1806 und 1813 wurde das Amt Porz aufgelöst und Burg wurde politisch der Mairie Gladbach im Kanton Bensberg zugeordnet. 1816 wandelten die Preußen die Mairie zur Bürgermeisterei Gladbach im Kreis Mülheim am Rhein. Mit der Rheinischen Städteordnung wurde Gladbach 1856 Stadt, die dann 1863 den Zusatz Bergisch bekam.
| Jahr | Einwohner | Wohn- gebäude | Kategorie              |
| ---- | --------- | ------------- | ---------------------- |
| 1822 | 8         |               | Wirtshaus              |
| 1830 | 10        |               | Wirtshaus              |
| 1845 | 15        | 1             | Wirtshaus und Ackergut |
| 1871 | 12        | 2             | Hofstelle              |
| 1885 | 7         | 1             | Wohnplatz              |

## Der Burgfried als Wohnplatz
Der große und der kleine Bergfried, auch Berfert, Berchfrede genannt, wurden noch 1675 erwähnt, 1758 noch der kleine Bergfried. Er diente als Wohnturm an der Kirche in Paffrath.
| Jahr | Einwohner | Wohn- gebäude | Kategorie  | Bemerkung      |
| ---- | --------- | ------------- | ---------- | -------------- |
| 1871 | 7         | 1             | Einzelhaus | Burgfried gen. |
| 1885 | 10        | 1             | Wohnplatz  | Berfert gen.   |